# 화성-13형
KN-08 미사일은 미국이 2008년 북한에서 발견한 지대지 핵탄도미사일이다. 북한의 공식명칭은 화성 13형이며, 최초의 ICBM이다.

## 역사
2017년 8월 23일, 북한이 그동안 시험발사를 하지 않은 신형 잠수함발사탄도미사일(SLBM) '북극성-3형'과 대륙간탄도미사일(ICBM)급으로 추정되는 '화성-13형' 미사일 관련 정보를 23일 관영매체를 통해 노출했다. 김정은이 국방과학원 화학재료연구소를 시찰했다며 노동신문이 사진들을 공개했다. 설명판에 그려진 미사일 구조도에는 '3계단발동기', '2계단발동기', '1계단발동기'라는 설명과 함께 추진체가 3단으로 분리되는 모습이 그려져 있다. 이에 따라 화성-13형 미사일은 3단 로켓인 것으로 추정된다. 신종우 한국국방안보포럼(KODEF) 선임분석관은 "오늘 공개된 장소(화학재료연구소)는 고체연료 엔진(부품 소재)을 개발하는 곳"이라며 "북한이 고체연료 ICBM 개발 의도를 보여준 것이 아닌가 추정된다"고 말했다.
2012년 김일성 100회 생일 열병식에 3단 액체 엔진 미사일로 처음으로 공개된 화성-13형. 3년 뒤 열병식에선 2단 미사일로 재등장했지만, 이번 도면을 보면 3단 고체연료 미사일로 개발 방향을 전환한 것으로 추정된다.
2017년 12월 2일, 북한이 김정은 노동당 위원장의 지시로 ICBM '화성-13형'의 개발을 이미 중단했다고 도쿄신문이 북한 군수 부문에 가까운 관계자를 인용해 보도했다. 도쿄신문은 이 관계자가 화성-15형은 기존 화성-13형 개발팀에서 파생한 팀이 개발했다고 말했다면서 이렇게 전했다. 이 관계자는 화성-13형 개발은 연료주입 시간과 엔진 출력에 많은 문제가 있었기 때문에 중단돼 개발팀은 중거리탄도미사일 화성-12형, 화성-14형, 화성-15형의 개발팀으로 분산 배치됐다고 신문에 밝혔다.
북한의 대륙간탄도미사일(ICBM)급 ‘화성-13형’ 개발에 일본 장비가 사용됐다. 김정은 북한 국무위원장이 2017년 8월 23일 국방과학원 화학재료연구소 방문 당시 화성-13형 도면을 앞에 두고 찍은 사진에서 일본제 ‘소재 환경 시험기’가 확인되었다. 해당 시험기는 다양한 환경 변화가 특정 소재에 미치는 영향을 측정하는 정밀계측 장비다.
그동안 북한은 화성-13형을 발사하지 않은 채 사거리가 12,000 km 이른다고 주장해왔다. 북한에서 12,000 km 거리면 미국 동부 뉴욕, 워싱턴까지 공격이 가능한 거리다.

### 열병식
2008년 미국 정찰위성이 화성 14형을 발견했다. 미국 국방부 DIA는 Korea North 2008이라는 의미로, KN-08이라고 이름을 붙였다.
2012년 4월 15일 김일성 생일 100주년 군사퍼레이드에서 최초로 공개했다.

### 연소시험
2013년 2월 11일 동창리 미사일 기지에서 연소시험을 하는 것을 미국 정찰위성이 포착했다. 아직도 일부 전문가는 가짜 모형이라고 주장하나, 미국 정보당국은 실물이라고 파악하고 있다. 다음 날에는 3차 핵실험을 하였다. 2012년 4월 15일 김일성 100회 생일에 공개된 KN-08은 종이로 만든 모조품일 것이라는 의혹이 제기됐다. 하지만 이번 엔진 연소 시험에 따라 북한이 이 미사일을 실제로 보유하고 있는 것으로 확인되었다.
2013년 8월말부터 며칠 동안 동창리 미사일 기지에서 연소시험을 하는 것을 미국 정찰위성이 포착했다.
2016년 9월 20일 북한 조선중앙통신은 서해 위성 발사장에서 백두산 로켓에 사용될 추력 80톤 액체연료 로켓 엔진의 지상 연소실험에 성공했다고 보도했다. 연소시간은 200초라고 밝혔다.
2017년 3월 18일 북한은 작년의 80톤 추력 엔진에 4개의 작은 엔진을 추가하여 연소시험을 했다. 김정은이 참관했으며, 3.18 혁명이라며 언론을 통해 자랑했다. 이를 보통 "백두 엔진"이라고 부른다. 화성 12형, 화성 14형의 1단 로켓이다.

### 예상
2017년 2월 1일, 존 맥로린 미국 중앙정보국(CIA) 전 부국장은 미국 하원 군사위원회 청문회에서 "북한은 트럼프 행정부 임기 내인 4년 안에, 더 이르면 이번 115차 미국 의회 회기가 끝나는 2019년 1월 이전에 핵탄두를 장착한 ICBM을 보유할 가능성이 크다"고 밝혔다.

## 시험발사 분석

### 3단 여부
이나다 도모미(稻田朋美) 일본 방위상은 화성-14형이 화성-12형의 파생형일 가능성이 크다고 밝혔다. 1단 추진체로 구성된 발사체인 화성-12형을 2~3단 발사체로 확장했다는 의미다.
일본의 전 해상자위대 장성은 북한이 공개한 사진을 분석해 "이번 화성 14형 미사일은 액체 연료를 사용했고, 3단 로켓 형태로 비행 거리를 크게 늘렸다"고 설명했다.
그러나 북한이 공개한 단분리 동영상에는 2단 분리만 나오기 때문에, 3단은 아닌 것으로 보인다.

### 사거리
신원식 전 합참차장은 "탄도미사일의 사거리는 최고 고도에 4를 곱하는 방식으로 추정한다"면서 "이 방식대로라면 1만km가 넘는다"고 말했다.
방현비행장에서 워싱턴DC까지는 11,000 km, 뉴욕까지는 10,900 km 떨어져 있다.
미국 참여과학자연맹 소속 데이비드 라이트 박사는 북한의 ICBM은 샌프란시스코에 도달하려면 33∼34분, 워싱턴 D.C.와 뉴욕까지 날아가려면 38∼39분이 걸릴 것이라고 예측했다. 독일 민간 우주기술 및 로켓 상담회사인 ST 어낼리틱스의 마르쿠스 실러 박사는 북한의 ICBM이 30분 정도면 워싱턴 D.C.와 뉴욕에 도달할 수 있으며, 알래스카와 태평양사령부가 있는 미국의 하와이를 타격 목표로 삼을 경우 소요 시간은 25분 정도면 충분할 것이라고 추정했다.
북한은 화성 14형이 39분간 비행했다고 발표했는데, 39분 비행시간은 두 박사의 분석으로는 모두 미국 전역을 핵공격할 수 있다는 의미로 해석할 수 있다.
러시아 국방부는 "이르쿠츠크주 지역에 배치한 보로네시 레이다가 탐지한 정보에 따르면 북한이 발사한 미사일은 ICBM이 아닌 IRBM으로, 약 14분 간 510km를 비행했다. 최고고도는 535km였다"고 밝혔다.

## 백두엔진
2017년 8월 14일, 마이클 엘먼 국제전략문제연구소(IISS) 선임연구원은 "그 어떤 국가도 그렇게 짧은 시간에 중거리 미사일 기술에서 ICBM으로 전환한 적이 없다"면서 "북한은 외부로부터 고성능 액체추진 엔진(LPE)을 획득했다. 불법적 방법으로 우크라이나에서 왔을 것으로 보인다"는 보고서를 발표했다. 2015년 파산위기까지 맞은 우크라이나 국영 유즈마쉬가 SS-18 ICBM의 RD-250 엔진을 암시장을 통해 북한에 팔았을 가능성이 있다는 것이다. 엘먼 연구원은 유즈마쉬와 연계를 맺고 있는 러시아의 거대 미사일 기업 에네르고마쉬도 역할을 했을 가능성을 배제하지 않고 있다. 그는 상당수의 RD-250 엔진 재고가 러시아에도 있을 것으로 추정했다.
2011년 7월, 벨로루시 주재 북한 무역대표부 직원인 류성철과 이태길이 우크라이나 드니프로에서 유즈노예의 직원을 매수, 기밀로 분류된 유즈노예의 논문들을 차고에서 촬영하다가 우크라이나 경찰에 체포되었다. 이후 우크라이나에서 간첩 혐의로 각각 징역 8년형을 선고받았다. SS-18 ICBM의 설계도라고 알려졌다. 당초에는 촬영도중 체포되어 유출되지 않았다고 알려졌지만, 2017년 8월 언론보도로는 당시 설계도들이 북한으로 유출된 것으로 추정되고 있다.
우크라이나 정부와 관련 회사들은 북한에 대한 협력이 없다고 부인하고 있으나, 미국측 분석은 파산위기까지 간 회사들이라 비공식적으로 수출했을 가능성도 있다고 보고 있다. 우크라이나 국영 유즈노예 설계국과 유즈마쉬 공장은 SS-24 고체연료 3단 ICBM도 생산했는데, 고체연료 설계도까지 비공식적으로 팔았다는 보도는 없지만, 파산위기였으면 함께 팔았을 가능성도 배제할 수 없다.
2016년 6월 4일, 북한이 원산에 있는 차량 종합기업소에서 SS-24와 같은 열차 탄도미사일 발사대를 만들고 있다고 미국 자유아시아방송이 보도했다. 대북 소식통은 열차 탄도 미사일 개발이 핵 공격 수단을 다양화하라는 김정은 지시에 따른 것이라고 설명했다.

## KN-08 핵탄두
KN-08 핵탄두는 2016년 3월 9일 북한이 공개한 KN-08 미사일의 핵탄두를 말한다. 북한이 공개를 하면서, 핵탄두의 정확한 모델명, 제원은 미상으로 알려져있다.

## SS-11
화성 14형은 2단 액체연료 ICBM인 SS-11과 비슷하다. UR-100, SS-11 세고 mod.1, 무게 40톤, 길이 16.45 m, 탄두중량 1.5톤, 사거리 10,600 km, 1단추력 90톤힘, 2단 액체연료

## R-29
화성 14형은 2단 액체연료 SLBM인 R-29 시리즈와 비슷하다. 북한은 R-21을 모방해 노동 미사일, R-27을 모방해 무수단 미사일을 개발, 배치했다. 화성 14형은 화성 12형과 1단 로켓이 백두 엔진을 사용하는 것은 동일한데, 위에 2단 로켓 부분이 바뀌었다.
북한이 R-21 노동 미사일, R-27 무수단 미사일에 이어 R-29 KN-08을 개발했다. 북한이 개발한 R-29가 정확하게 어떤 모델인지는 불분명하다. 그러나 대략적으로만 보면, 2단이면 사거리 9,000 km 정도의 소플라이, 스팅그레이일 것이고, 3단이면 사거리 12,000 km 정도인 스키프라고 볼 수 있다. 스키프의 사거리는 정확하게 알려진 적이 없었는데, 러시아가 최근에 최대사거리 시험발사를 하면서, 사거리 12,000 km 라는 점이 밝혀졌다.
R-29에는 다음과 같은 모델이 있다.
- R-29 비소타, SS-N-8 소플라이 Mod 1, 32톤, 2단 액체연료, 7,700 km, 1974년
- R-29D, SS-N-8 소플라이 Mod 2, 32톤, 2단 액체연료
- R-29R, SS-N-18 스팅그레이 Mod 1, 35톤, 2단 액체연료, 6,500 km, 1978년
- R-29RK, SS-N-18 스팅그레이 Mod 2, 34톤, 2단 액체연료, 6,500 km
- R-29RL, SS-N-18 스팅그레이 Mod 3, 35톤, 2단 액체연료, 9,000 km
- R-29RM 시틸, SS-N-23 스키프 Mod 1, 40톤, 3단 액체연료, 8,300 km, 1991년
- R-29RMU 시네바, SS-N-23 스키프 Mod 2, 40톤, 3단 액체연료, 11,547 km, 2007년
- R-29RMU2 라이네르, SS-N-23 스키프 Mod 3, 40톤, 3단 액체연료, 12,000 km, 2014년

## 남북한
1998년 12월 2일, 국정원 창설이래 최대 비밀 작전이 성공했다. 러시아 ICBM인 SS-18, SS-19, SS-25를 고철로 밀반입하는데 성공했다. 2001년 11월 10일까지 3차례의 작전을 통해, 3개의 엔진을 밀반입하는데 성공했다.
1998년 한국 국정원이 SS-25, 즉 토폴 미사일을 분해된 고철로 밀수해 재조립하는데 성공했다고 2011년 조선일보에 보도되었다. 그런데, 조선일보에 토폴 밀수 보도가 난 1년 뒤, 2012년 북한은 동종의 8바퀴 트럭 미사일인 KN-08을 최초로 공개 퍼레이드했다.

## 같이 보기
- R-29
- RD-250
- KN미사일 시리즈